# Vaiges
Vaiges ist eine französische Gemeinde mit 1164 Einwohnern (Stand 1. Januar 2022) im Département Mayenne in der Region Pays de la Loire. Sie gehört zum Arrondissement Mayenne und zum Kanton Meslay-du-Maine.

## Geographie
Die Gemeinde liegt rund 40 Kilometer westlich von Le Mans. Nachbargemeinden sind Saint-Léger im Nordosten, Saint-Jean-sur-Erve im Osten, Saint-Pierre-sur-Erve und Saulges im Südosten, La Bazouge-de-Chemeré im Süden, Saint-Georges-le-Fléchard im Südwesten, Soulgé-sur-Ouette im Westen und  La Chapelle-Rainsouin im Nordwesten.
Das Gemeindegebiet wird vom Fluss Vaige durchquert, der in südlicher Richtung zur Sarthe entwässert.

### Verkehrsanbindung
Durch die Gemeinde führt die Autobahn A81, die hier auch einer Anschlussstelle hat.

## Bevölkerungsentwicklung
| Jahr      | 1962 | 1968 | 1975 | 1982 | 1990 | 1999 | 2010 | 2019 |
| Einwohner | 977  | 962  | 977  | 969  | 1019 | 1071 | 1155 | 1166 |

## Partnergemeinde

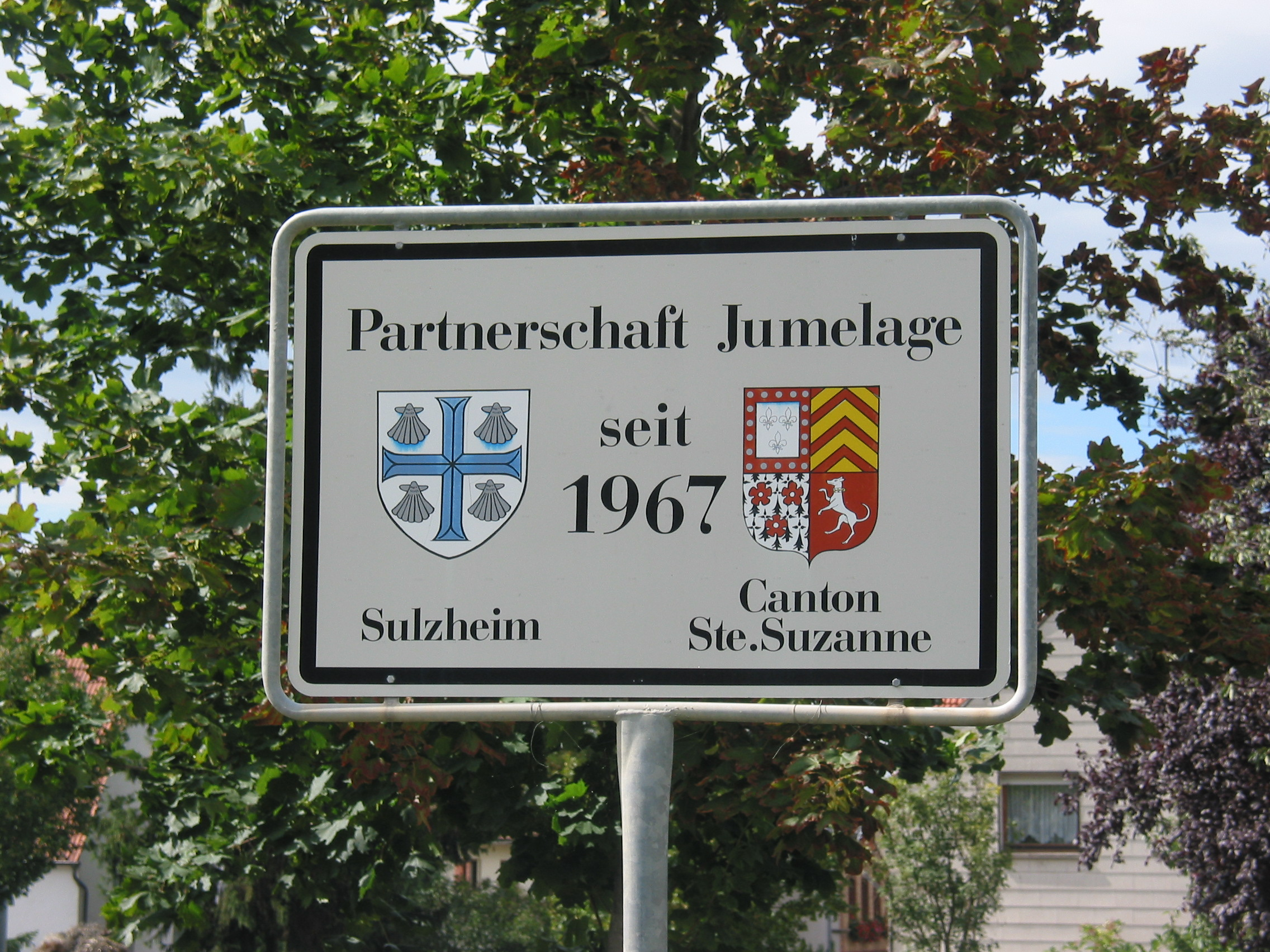

Vaiges hat seit 1967 Anteil an der Partnerschaft des ehemaligen Kantons Sainte-Suzanne mit Sulzheim in Rheinhessen (Deutschland).